# Aphis nasturtii
Espèce
Aphis nasturtii, le puceron du nerprun,  est une espèce d'insectes de l'ordre des hémiptères, de la famille des Aphididae.
C'est un insecte ravageur qui se nourrit sur les plantes par piqûre et succion et un insecte vecteur qui transmet divers phytovirus, notamment le virus de l'enroulement et le virus Y de la pomme de terre.